# Équipe d'Argentine de football à la Copa América 1957
L'équipe d'Argentine de football participe à sa 22e Copa América lors de l'édition 1957 qui a eu lieu à Lima au Pérou du 7 mars au 6 avril 1957.

## Résultats
Les sept équipes participantes sont réunies au sein d'une poule unique où chaque formation rencontre une fois ses adversaires. À l'issue des rencontres, l'équipe classée première remporte la compétition.
|   | Équipe    | Pts | J | G | N | P | BP | BC | Diff |
| - | --------- | --- | - | - | - | - | -- | -- | ---- |
| 1 | Argentine | 10  | 6 | 5 | 0 | 1 | 25 | 6  | +19  |
| 2 | Brésil    | 8   | 6 | 4 | 0 | 2 | 23 | 9  | +14  |
| 3 | Uruguay   | 8   | 6 | 4 | 0 | 2 | 15 | 12 | +3   |
| 4 | Pérou     | 8   | 6 | 4 | 0 | 2 | 12 | 9  | +3   |
| 5 | Colombie  | 4   | 6 | 2 | 0 | 4 | 10 | 25 | -15  |
| 6 | Chili     | 3   | 6 | 1 | 1 | 4 | 9  | 17 | -8   |
| 7 | Équateur  | 1   | 6 | 0 | 1 | 5 | 7  | 23 | -16  |

| 13 mars | Argentine | 8 | 2 | Colombie  |
| 17 mars | Argentine | 3 | 0 | Équateur  |
| 20 mars | Argentine | 4 | 0 | Uruguay   |
| 28 mars | Argentine | 6 | 2 | Chili     |
| 3 avril | Argentine | 3 | 0 | Brésil    |
| 6 avril | Pérou     | 2 | 1 | Argentine |

### Matchs
| 13 mars 1957 | Argentine                                                                | 8 – 2 | Colombie                         | Estadio Nacional (Lima)                       |                                               |
| | Cruz 5e · Angelillo 10e, 73e · Maschio 16e, 23e, 53e, 85e · Corbatta 59e | (4 - 2) | Gamboa 34e (pen.) · Valencia 37e | Spectateurs : 42 000 Arbitrage : Ronald Lynch | Spectateurs : 42 000 Arbitrage : Ronald Lynch |
| Domínguez - Dellacha, Vairo - Giménez, Rossi, Schadlein ( 65e Benegas) - Corbatta, Maschio, Angelillo, Sanfilippo, Cruz | Équipes                                                                  | Benítez - Abadía, Escobar ( Silva) - Sinisterra, I. Sánchez, Rubio - Mendoza ( Mosquera), Gutiérrez, Andrade, Gamboa, Valencia |                                  | Spectateurs : 42 000 Arbitrage : Ronald Lynch | Spectateurs : 42 000 Arbitrage : Ronald Lynch |

| 17 mars 1957 | Argentine                      | 3 – 0 | Équateur | Estadio Nacional (Lima)                        |                                                |
| | Angelillo 5e, 39e · Sívori 14e | (3 - 0) |          | Spectateurs : 50 000 Arbitrage : Bertley Cross | Spectateurs : 50 000 Arbitrage : Bertley Cross |
| Domínguez - Dellacha, Vairo - Giménez, Rossi, Schadlein - Corbatta ( 63e De Bourgoing), Maschio ( 38e Sanfilippo), Angelillo, Sívori ( 78e Castro), Cruz | Équipes                        | Bonnard - Gonzabay, Macías - Solórzano, Arguello, Caisaguano ( Pardo) - Balseca, Salcedo, Larraz, Pinto ( Matute), Miranda |          | Spectateurs : 50 000 Arbitrage : Bertley Cross | Spectateurs : 50 000 Arbitrage : Bertley Cross |

| 20 mars 1957 | Argentine                                        | 4 – 0 | Uruguay | Estadio Nacional (Lima)                       |                                               |
| | Maschio 7e, 73e · Angelillo 48e · Sanfilippo 83e | (1 - 0) |         | Spectateurs : 40 000 Arbitrage : Erwin Hieger | Spectateurs : 40 000 Arbitrage : Erwin Hieger |
| Domínguez - Dellacha, Vairo - Giménez, Rossi ( 75e Guidi), Schadlein - Corbatta, Maschio, Angelillo, Sívori ( 80e Sanfilippo), Cruz | Équipes                                          | Bernardico - Correa, Santamaría - González, Lescano, Miramontes - Campero, Ambrois, Pippo ( 61e Méndez), Carranza ( 65e Sasía), Roque |         | Spectateurs : 40 000 Arbitrage : Erwin Hieger | Spectateurs : 40 000 Arbitrage : Erwin Hieger |

| 28 mars 1957 | Argentine                                                               | 6 – 2 | Chili              | Estadio Nacional (Lima)                        |                                                |
| | Sívori 7e · Angelillo 21e, 70e · Maschio 53e, 74e · Corbatta 83e (pen.) | (2 - 2) | Fernández 14e, 28e | Spectateurs : 50 000 Arbitrage : Robert Turner | Spectateurs : 50 000 Arbitrage : Robert Turner |
| Domínguez - Dellacha, Vairo - Giménez, Rossi, Schadlein - Corbatta, Maschio ( 80e Sanfilippo), Angelillo, Sívori, Cruz | Équipes                                                                 | Escuti - Almeida, Cubillos - Ortiz, Peña, Morales - Ramírez Banda ( Sánchez), Picó, Robledo, Fernández, Aguila |                    | Spectateurs : 50 000 Arbitrage : Robert Turner | Spectateurs : 50 000 Arbitrage : Robert Turner |

| 3 avril 1957                                                                                         | Argentine                              | 3 – 0 | Brésil | Estadio Nacional (Lima)                        |                                                |
| | Angelillo 23e · Maschio 87e · Cruz 90e | (1 - 0) |        | Spectateurs : 55 000 Arbitrage : Robert Turner | Spectateurs : 55 000 Arbitrage : Robert Turner |
| Domínguez - Dellacha, Vairo - Giménez, Rossi, Schadlein - Corbatta, Maschio, Angelillo, Sívori, Cruz | Équipes                                | Gilmar ( Castilho) - Djalma Santos, Édson - Zózimo, Roberto Belangero, Olavo - Joel, Didí, Evaristo ( Índio), Zizinho ( Dino Sani), Pepe |        | Spectateurs : 55 000 Arbitrage : Robert Turner | Spectateurs : 55 000 Arbitrage : Robert Turner |

| 6 avril 1957 | Pérou                    | 2 – 1 | Argentine  | Estadio Nacional (Lima)                        |                                                |
| | Mosquera 15e · Terry 81e | (1 - 0) | Sívori 50e | Spectateurs : 50 000 Arbitrage : Bertley Cross | Spectateurs : 50 000 Arbitrage : Bertley Cross |
| Asca - Delgado ( Benítez), Fleming - Rovay, Minaya ( Cavero), Calderón - Bassa, Rivera, Terry, Mosquera, Seminario | Équipes                  | Domínguez ( 46e Roma) - Dellacha, Iñigo - Giménez, Rossi, Schadlein - Corbatta, Maschio, Angelillo, Sívori, Cruz |            | Spectateurs : 50 000 Arbitrage : Bertley Cross | Spectateurs : 50 000 Arbitrage : Bertley Cross |

| Copa América 1957 - Vainqueur Argentine 11e titre |